# Leichtathletik-Länderkämpfe mit bundesdeutscher Beteiligung 1973
| Leichtathletik-Länderkämpfe mit bundesdeutscher Beteiligung 1973  | Leichtathletik-Länderkämpfe mit bundesdeutscher Beteiligung 1973 | Leichtathletik-Länderkämpfe mit bundesdeutscher Beteiligung 1973 | Leichtathletik-Länderkämpfe mit bundesdeutscher Beteiligung 1973 |
| ----------------------------------------------------------------- | ---------------------------------------------------------------- | ---------------------------------------------------------------- | ---------------------------------------------------------------- |
|                                                                   |                                                                  |                                                                  |                                                                  |
| 1. Länderkampf 1973, Geher (Männer): GBR – FRG                    |                                                                  |                                                                  |                                                                  |
| Warley Town 27. Mai 1973                                          | Warley Town 27. Mai 1973                                         | 1. FRG 2. GBR                                                    | 24 P 20 P                                                        |
| 2./3. Länderkampf 1973, Frauen: FRG – NLD / FRG – ROU             |                                                                  |                                                                  |                                                                  |
| Osnabrück-Gretesch 2. Juni 1973                                   | Osnabrück-Gretesch 2. Juni 1973                                  | 1. FRG 2. NLD                                                    | 102 P 44 P                                                       |
| Osnabrück-Gretesch 2. Juni 1973                                   | Osnabrück-Gretesch 2. Juni 1973                                  | 1. FRG 2. ROU                                                    | 79 P 56 P                                                        |
| 4./5. Länderkampf 1973, Zehnkampf (Männer): FRG – URS / FRG – POL |                                                                  |                                                                  |                                                                  |
| Weinheim 2./3. Juni 1973                                          | Weinheim 2./3. Juni 1973                                         | 1. URS 2. FRG                                                    | 84.737 P 80.684 P                                                |
| Weinheim 2./3. Juni 1973                                          | Weinheim 2./3. Juni 1973                                         | 1. POL 2. FRG                                                    | 37.779 P 30.161 P                                                |
| 6./7. Länderkampf 1973, Fünfkampf (Frauen): FRG – URS / FRG – POL |                                                                  |                                                                  |                                                                  |
| Weinheim 2./3. Juni 1973                                          | Weinheim 2./3. Juni 1973                                         | 1. URS 2. FRG                                                    | 25.904 P 24.906 P                                                |
| Weinheim 2./3. Juni 1973                                          | Weinheim 2./3. Juni 1973                                         | 1. FRG 2. POL                                                    | 16.814 P 15.975 P                                                |
| 8. Länderkampf 1973, Männer: URS – FRG                            |                                                                  |                                                                  |                                                                  |
| Leningrad 16./17. Juni 1973                                       | Leningrad 16./17. Juni 1973                                      | 1. URS 2. FRG                                                    | 124 P 96 P                                                       |
| 9. Länderkampf 1973, Frauen: URS – FRG                            |                                                                  |                                                                  |                                                                  |
| Leningrad 16./17. Juni 1973                                       | Leningrad 16./17. Juni 1973                                      | 1. URS 2. FRG                                                    | 74,5 P 59,5 P                                                    |
| 10. Länderkampf 1973, Springer/Werfer (Männer): FIN – FRG         |                                                                  |                                                                  |                                                                  |
| Helsinki 18./19. Juni 1973                                        | Helsinki 18./19. Juni 1973                                       | 1. FIN 2. FRG                                                    | 47,5 P 40,5 P                                                    |
| 11. Länderkampf 1973, Geher (Männer): FRG – BEL – FRA – SUI       |                                                                  |                                                                  |                                                                  |
| Fürth 24. Juni 1973                                               | Fürth 24. Juni 1973                                              | 1. FRG 2. FRA 3. SUI 4. BEL                                      | 66 P 50 P 23 P 19 P                                              |
| 12. Länderkampf 1973, Straßenlauf (Männer): SUI – FRG – NLD       |                                                                  |                                                                  |                                                                  |
| Bern 24. Juni 1973                                                | Bern 24. Juni 1973                                               | 1. FRG 2. SUI 3. NLD                                             | 8:00:46,0 h 8:11:11,8 h 8:21:28,0 h                              |
| 13. Länderkampf 1973, Geher (Männer): SWE – FRG                   |                                                                  |                                                                  |                                                                  |
| Kiruna 1. Juli 1973                                               | Kiruna 1. Juli 1973                                              | 1. FRG 2. SWE                                                    | 25 P 19 P                                                        |
| 14./15. Länderkampf 1973, Männer: FRG – USA / FRG – SUI           |                                                                  |                                                                  |                                                                  |
| München 11./12. Juli 1973                                         | München 11./12. Juli 1973                                        | 1. USA 2. FRG                                                    | 122 P 101 P                                                      |
| München 11./12. Juli 1973                                         | München 11./12. Juli 1973                                        | 1. FRG 2. SUI                                                    | 275 P 133 P                                                      |
| 16./17. Länderkampf 1973, Frauen: FRG – USA / FRG – SUI           |                                                                  |                                                                  |                                                                  |
| München 11./12. Juli 1973                                         | München 11./12. Juli 1973                                        | 1. FRG 2. USA                                                    | 85 P 50 P                                                        |
| München 11./12. Juli 1973                                         | München 11./12. Juli 1973                                        | 1. FRG 2. SUI                                                    | 188 P 88 P                                                       |
| 18. Länderkampf 1973, Männer: NLD – FRG – BEL                     |                                                                  |                                                                  |                                                                  |
| Kerkrade 28. Juli 1973                                            | Kerkrade 28. Juli 1973                                           | 1. FRG 2. BEL 3. NLD                                             | 187,5 P 137,0 P 96,5 P                                           |
| 19. Länderkampf 1973, Männer: FRG – FRA                           |                                                                  |                                                                  |                                                                  |
| Kassel 18. August 1973                                            | Kassel 18. August 1973                                           | 1. FRG 2. FRA                                                    | 226 P 182 P                                                      |
| 20. Länderkampf 1973, Männer: FRG – DNK                           |                                                                  |                                                                  |                                                                  |
| Lübeck 1. September 1973                                          | Lübeck 1. September 1973                                         | 1. FRG 2. DNK                                                    | 285 P 147 P                                                      |
| 21. Länderkampf 1973, Zehnkampf (Männer): FRG – ROU               |                                                                  |                                                                  |                                                                  |
| Trostberg 22./23. September 1973                                  | Trostberg 22./23. September 1973                                 | 1. FRG 2. ROU                                                    | 22.405 P 21.455 P                                                |
| Chronik                                                           |                                                                  |                                                                  |                                                                  |
| ← Länderkämpfe 1972                                               | ← Länderkämpfe 1972                                              | Länderkämpfe 1974 →                                              | Länderkämpfe 1974 →                                              |

Im Jahr 1973 wurden 21 Leichtathletikländerkämpfe mit bundesdeutscher Beteiligung in sechzehn Veranstaltungen ausgetragen. Damit wurde die bisherige Höchstzahl von Ländervergleichen aus dem Jahr 1971 um zwei übertroffen.
Nicht aufgeführt sind der sogenannte „Lugano-Cup“, ein Weltcup der Geher unter dem Dach des Weltleichtathletikverbands (früher: IAAF), sowie der ab 1965 unter Regie des Europäischen Leichtathletikverbands durchgeführte Leichtathletik-Europacup. Hier handelt es sich um Veranstaltungen, die als eigene Wettbewerbe ähnlich wie auch der Leichtathletik-Continentalcup (ab 1977) und der Geher-Europacup (ab 1996) außerhalb der üblichen Länderkämpfe durchgeführt wurden.
Aufgeführt sind hier die Länderkämpfe bundesdeutscher Leichtathleten. Die Sportler der DDR führten nach der deutschen Teilung im Jahr 1949 eigene Veranstaltungen durch.
Im Vorjahr war zum ersten Mal ein Vergleich als Werfer-/Hochspringer-Länderkampf mit den alleinigen Disziplinen Wurf und Hochsprung ausgetragen worden. Diese neue Art eines Ländervergleichs wurde in diesem Jahr noch erweitert, indem der gesamte Bereich der vier Sprungwettbewerbe miteinbezogen wurde. Elf der Vergleiche in dieser Saison bestanden aus dem allgemeinen leichtathletischen Programm. In den anderen zehn Begegnungen standen die Wettbewerbsbereiche Mehrkampf, Gehen, Straßenlauf und Sprung/Wurf/Stoß auf dem Programm. Die Frauen bestritten sieben Vergleiche, die Männer vierzehn.
Von den Frauenbegegnungen fanden zwei im Fünfkampf statt, die anderen fünf mit einer Mischung allgemeiner leichtathletischer Disziplinen.
Drei der Männerbegegnungen wurden von den Gehern bestritten, ebenfalls drei von den Zehnkämpfern sowie je einer von den Straßenläufern und den Springern/Werfern. Die restlichen sechs Aufeinandertreffen der Männer fanden als Veranstaltungen allgemeiner leichtathletischer Disziplinen statt.

## Saisonhöhepunkt
Internationaler Höhepunkt für die europäische Leichtathletik war in dieser Saison der Europacup. Die bundesdeutschen Leichtathleten waren in diesem Wettbewerb in der Vorrunde von der Austragung der Semifinals an beteiligt. Am 5. August wurde diese Runde für die Frauen in Sittard und für die Männer in Celje ausgetragen. Die Finals fanden in Edinburgh statt, für die Frauen am 7. und für die Männer am 8./9. September. Die bundesdeutschen Leichtathleten schnitten dabei längst nicht so erfolgreich ab wie bei den Olympischen Spielen des Vorjahres im eigenen Land. Das Frauenteam belegte in Edinburgh hinter der DDR, der Sowjetunion und Bulgarien den vierten Platz, die Männer kamen hinter der Sowjetunion und der DDR auf Rang drei. Die Punktabstände auf die führenden Nationen waren bei den Frauen deutlich, hielten sich bei den Männern jedoch in Grenzen.

## Bilanz
In der Saison 1973 gab es für die bundesdeutschen Männer in ihren vierzehn Länderkämpfen fünf Niederlagen:
- Zehnkampf-Länderkampf gegen die Sowjetunion am 2./3. Juni in Weinheim
- Zehnkampf-Länderkampf gegen Polen am 2./3. Juni in Weinheim
- Leichtathletik-Länderkampf gegen die Sowjetunion am 16./17. Juni in Leningrad
- Springer-/Werfer-Länderkampf gegen Finnland am 18./19. Juni in Helsinki
- Leichtathletik-Länderkampf gegen die USA am 11./12. Juli in München

Die weiteren neun Männerbegegnungen entschieden die bundesdeutschen Athleten für sich. Die Männer hatten damit am Ende der Saison in ihren seit dem ersten Länderkampf 1921 in insgesamt 292 Vergleichen 232 Siege und drei Unentschieden erzielt sowie 57 Niederlagen erlitten. Nur gegen die USA hatte es nach wie vor keinen Erfolg gegeben.
Die Frauen erlitten in ihren sieben Länderkämpfen zwei Niederlagen:
- Fünfkampf-Länderkampf gegen die Sowjetunion am 2./3. Juni in Weinheim
- Leichtathletik-Länderkampf gegen die Sowjetunion am 16./17. Juni in Leningrad

Ihre weiteren fünf Länderkämpfe bestritten die bundesdeutschen Leichtathletinnen siegreich. Damit hatten sie seit dem ersten Frauenländerkampf 1928 in 99 Aufeinandertreffen jetzt insgesamt 75 Siege errungen, ein Unentschieden erzielt und 23 Niederlagen hinnehmen müssen. Außer dem Britischen Empire gab es keinen Gegner, gegen den die deutschen Leichtathletinnen noch ohne Sieg geblieben waren.
In der Gesamtsumme aller ihrer Länderkämpfe hatten die deutschen Leichtathleten von 391 Vergleichen 307 gewonnen, achtzig verloren und vier Unentschieden erzielt. Neun der Niederlagen stammten dabei aus zweiten Plätzen in Begegnungen mit mehr als zwei Nationen.

## Verschiedene Formen von Länderkämpfen
Es gab nun sechs verschiedene Arten von Länderkämpfen:
1. Vergleiche mit einer Mischung von Disziplinen aus dem allgemeinen leichtathletischen Programm
Jede Nation war in der Regel mit zwei Athleten je Disziplin vertreten. Bei den Männern waren hier zwanzig Wettbewerbe zum Standard geworden. Aus dem olympischen Wettbewerbskatalog fehlten dabei in der Regel nur der Marathonlauf, die beiden Gehwettbewerbe und der Zehnkampf. Der Länderkampfdisziplinkatalog bei den Frauen hatte bis 1968 standardmäßig aus elf Disziplinen bestanden und war mit den damals bei Olympischen Spielen angebotenen Frauenwettbewerben identisch. Von 1969 an gab es hier Veränderungen: (1) Mit dem 1500-Meter-Lauf sowie der 4-mal-400-Meter-Staffel wurden zwei neue Wettbewerbe, die bei den Europameisterschaften 1969 in das Programm aufgenommen worden waren, mit in den Katalog der Frauenländerkämpfe integriert. Damit erhöhte sich die Zahl der Disziplinen auf dreizehn. (2) Der 80-Meter-Hürdenlauf war ab 1969 überall durch den 100-Meter-Hürdenlauf ersetzt worden. Das war auch bei den Länderkämpfen der Fall. Neu hinzu kam nun manchmal auch ein Rennen über 3000 Meter, eine Strecke, die erst 1984 olympisch wurde und dann in Angleichung an das Männerprogramm 1996 durch den 5000-Meter-Lauf abgelöst wurde. In seltenen Fällen gab es sowohl bei den Frauen als auch bei den Männern Abweichungen vom Standard in Form von Hinzunahme oder Weglassen einzelner Disziplinen.
2. Vergleiche im Mehrkampf – bei den Frauen im Fünfkampf, bei den Männern im Zehnkampf
Die Zahl der Vertreter je Land war dabei nicht standardisiert. In der Regel wurden von den gestarteten Teilnehmern nicht alle gewertet. Bei vier Vertretern je Disziplin beispielsweise wurden meist die drei Besten gewertet.
3. Vergleiche der Geher
Diese Begegnungen wurden in Form von Straßengehen ausgetragen. Es kamen zwei Disziplinen zur Austragung, ein Wettkampf über 20 Kilometer und ein Wettkampf über eine längere Distanz, die manchmal über 35 und manchmal über 50 Kilometer führte. Bezüglich der Teilnehmerzahl je Land und Wettbewerb wurde verfahren wie in den Mehrkämpfen.
4. Vergleiche im Straßenlauf
Ausgetragen wurde ein Rennen über dreißig Kilometer. Auch hier wurde bezüglich der Teilnehmerzahl je Land verfahren wie in den Mehrkämpfen.
5. Vergleiche im Marathonlauf.
Bezüglich der Teilnehmerzahl je Land wurde hier ebenfalls verfahren wie in den Mehrkämpfen.
6. Vergleiche mit den alleinigen Disziplinen SprungWurf/Stoß.
In diesem Jahr wurde die in der vorangegangenen Saison zum ersten Mal durchgeführte Form eines Wettkampfs, in dem alleine die Werfer und Hochspringer angetreten waren, erweitert, indem der gesamte Bereich der vier Sprungdisziplinen miteinbezogen wurde.

## Austragungsform und Wertungsmodus
In der Vergangenheit wurden Länderkämpfe mit dem allgemeinen leichtathletischen Programm sowie die neuen Vergleiche der Springer/Werfer in der Regel mit zwei Vertretern pro Land und Disziplin durchgeführt. In immer mehr Vergleichen wurden nun drei Teilnehmer je Land und Wettbewerb eingesetzt. Die Regeln zur Punktevergabe wurden dabei durchgängig so angewendet, dass der Letztplatzierte einen Punkt erhielt, die weiteren Athleten in den Platzierungen jeweils aufwärts bis hin zu Rang zwei einen Punkt mehr. Der Erstplatzierte bekam zwei Punkte mehr gutgeschrieben als der Athlet auf Platz zwei. Für Länderkämpfe mit zwei Vertretern je Land und Disziplin bedeutete das: Platz 1: 5 P, Pl. 2: 3 P, Pl. 3: 2 P, Pl. 4: 1 P. Bei drei Vertretern je Land und Disziplin ergab sich folgende Punktevergabe: Platz 1: 7 P, Pl. 2: 5 P, Pl. 3: 4 P, Pl. 4: 3 P, Pl. 5: 2 P, Pl. 6: 1 P. Für die Staffeln gab es durchgängig fünf zu zwei Punkte.
Die Regeln zur Punktevergabe wurden ohne Ausnahme nach diesem standardisierten Wertungssystem angewendet. In weiteren Begegnungen mussten aufgrund anderer Rahmenbedingungen – mehr als zwei Teilnehmer je Nation in der Wertung oder mehr als ein Gegnerland – andere Regeln zur Punktevergabe zur Anwendung kommen. In den Mehrkämpfen wurden die Begegnungen entweder wie in anderen Begegnungen über die Platzierungen oder die Addition der im Wettkampf erzielten Punkte gewertet. Ähnlich wurde in den Straßenlauf-Länderkämpfen verfahren. Dort wurde entweder über die Platzierungen oder über die Addition der erzielten Zeiten gewertet.

## Zahl der Länderkämpfe
Es gab in diesem Jahr insgesamt fünf Veranstaltungen, in denen drei Nationen antraten, die jedoch nicht gemeinsam wie in einem Dreiländerkampf gewertet wurden. Stattdessen wurden hier in einer gemeinsamen Austragung jeweils getrennte Wertungen gegen die beiden Gegner der bundesdeutschen Teams vorgenommen. In diesen Ansetzungen wurden somit zwei Länderkämpfe gleichzeitig in gemeinsamer Durchführung ausgetragen. So kommen in der Zählung in diesem Jahr insgesamt 21 Länderkämpfe bei nur sechzehn Veranstaltungen zustande.

## Geher-Länderkampf der Männer gegen Großbritannien
Der erste Vergleich des Länderkampfjahres 1973 war ein Länderkampf der Geher. Gegner am 27. Mai in Warley Town war wie schon im ersten Länderkampf des Vorjahres in Bremen ein Team aus Großbritannien. Die Bilanz der beiden Länder in Zweiländerkämpfen der Geher lautete zwei zu eins für die Bundesrepublik Deutschland. Die erste Begegnung 1969 hatten die Briten für sich entschieden, die  zweite 1970 und dritte im letzten Jahr war an die Bundesrepublik Deutschland gegangen. Außerdem hatte 1968 ein Dreiländerkampf der Geher mit britischer und bundesdeutscher Beteiligung stattgefunden, den Großbritannien gewonnen hatte. Auch in Warley Town gab es einen Sieg für die Bundesrepublik Deutschland, der allerdings mit 24 zu zwanzig Punkten deutlich knapper ausfiel als im Vorjahr.

## Leichtathletik-Länderkampf der Frauen gegen die Niederlande und gegen Rumänien
Schon im zweiten und gleichzeitig dritten Länderkampf waren die Frauen an der Reihe. Am 2. Juni trafen sich in Osnabrück-Gretesch die drei Nationen Bundesrepublik Deutschland, Niederlande und Rumänien. Sie bestritten gemeinsam diese Veranstaltung, die mit getrennten Wertungen für jeweils zwei Länder ausgetragen wurde. 1968 hatte es bereits einen Dreiländervergleich zwischen diesen drei Nationen gegeben, der allerdings wie damals üblich gemeinsam gewertet worden war. Gegen die Niederlande war es das zwölfte, gegen Rumänien das vierte Aufeinandertreffen in Zweiländerkämpfen. Die letzte Begegnung mit der Niederlande lag zwölf Jahre zurück, das letzte Treffen mit Rumänien hatte im vergangenen Jahr stattgefunden. Sämtliche Vergleiche mit diesen beiden Gegnerinnen waren an die Bundesrepublik gegangen. Daran änderte sich auch hier in Osnabrück-Gretesch nichts. Das bundesdeutsche Team besiegte die Niederländerinnen sehr deutlich mit 102 zu 44 Punkten und die Rumäninnen mit 79 zu 56 Punkten.

## Zehnkampf-Länderkampf der Männer gegen die Sowjetunion und Zehnkampf-Länderkampf der Männer gegen Polen
Im vierten und gleichzeitig fünften Länderkampf der Saison trafen die bundesdeutschen Zehnkämpfer am 2./3. Juni in Weinheim mit der Sowjetunion und Polen auf zwei sehr starke Gegner. Auch dieser Vergleich wurde getrennt für jeweils zwei Länder gewertet. Gegen die Sowjetunion war es der siebte Zehnkampf-Vergleich, die Bilanz stand bei vier zu zwei für die sowjetischen Athleten. Auf Polen waren die bundesdeutschen Zehnkämpfer zuvor nur in Konstellationen mit mehreren Ländern getroffen. Dreimal hatte die Bundesrepublik dabei vorne gelegen, nur im Vorjahr hatte das bundesdeutsche Team, das mit einer B-Mannschaft angetreten war, eine Niederlage hinnehmen müssen. In Weinheim erwiesen sich nun beide Gegner als zu stark. Die Sowjetunion siegte klar mit 84.737 zu 80.684 Punkten und auch Polen gewann ganz deutlich mit 37.779 zu 30.161 Punkten. Gleichzeitig trugen auch die Mehrkämpferinnen am selben Ort in getrennter Wertung Mehrkämpfe gegen die Sowjetunion und Polen aus.

## Fünfkampf-Länderkampf der Frauen gegen die Sowjetunion und Fünfkampf-Länderkampf der Frauen gegen Polen
Die Länderbegegnungen sechs und sieben dieser Saison wurden ebenfalls am 2./3. Juni in Weinheim ausgetragen. Parallel mit ihren männlichen Mehrkampf-Kollegen traten auch die Frauen in einem Fünfkampf in getrennten Länderwertungen gegen die UdSSR und Polen an. Mit der Sowjetunion hatte es in den zurückliegenden Jahren vier Fünfkampf-Begegnungen gegeben, die Bilanz lautete zwei zu zwei. Im letzten Treffen hatten die bundesdeutschen Athletinnen in Moskau die Oberhand behalten. Die Begegnung im Fünfkampf mit Polen fand hier in Weinheim zum ersten Mal statt. Im Ergebnis reichte es gegen die UdSSR diesmal nicht zu einem Sieg, die sowjetischen Fünfkampferinnen gewannen mit 25.904 zu 24.906 Punkten. Gegen Polen setzte sich das bundesdeutsche Team dagegen mit 16.814 zu 15.975 Punkten durch.

## Leichtathletik-Länderkampf der Männer gegen die Sowjetunion
Auch im achten Vergleich des Jahres hieß der Gegner wieder Sowjetunion. Die Männer trafen am 16./17. Juni in Leningrad in einer Begegnung mit dem allgemeinen leichtathletischen Programm damit auf eine der stärksten Leichtathletikteams Europas. Die Sowjetunion hatte im Vorjahr den Medaillenspiegel der Spiele von München angeführt und sollte im September der laufenden Saison wieder Rang eins im Europacup erobern. Es war das fünfte Aufeinandertreffen der beiden Länder und außer der ersten Begegnung 1958 in Augsburg hatte die UdSSR alle weiteren Vergleiche für sich entschieden. Auch in Leningrad lag die sowjetische Vertretung am Ende wieder vorn, mit 96 zu 124 Punkten mussten sich die bundesdeutschen Leichtathleten erneut geschlagen geben. Gleichzeitig trafen sich am selben Ort auch die Frauen der beiden Länder zu einem eigenen Länderkampf.

## Leichtathletik-Länderkampf der Frauen gegen die Sowjetunion
Den neunten Saisonvergleich trugen die Frauen wie auch ihre männlichen Kollegen am 16./17. Juni in Leningrad gegen die UdSSR aus. Die Begegnung fand ebenfalls zum fünften Mal statt, hier lautete die Bilanz allerdings zwei zu zwei. Beide vorangegangenen Aufeinandertreffen hatte die Bundesrepublik Deutschland für sich entschieden. In diesem fünften Wettkampf mussten sie mit 59,5 zu 74,5 Punkten allerdings eine Niederlage hinnehmen und lagen in der Bilanz damit zwei zu drei hinten.

## Springer-/Werfer-Länderkampf der Männer gegen Finnland
Im zehnten Vergleich gab es wieder eine kleine Premiere. Zum ersten Mal wurde ein Länderkampf unter alleiniger Beteiligung der Springer, Stoßer und Werfer durchgeführt. Im Vorjahr hatte es allerdings schon eine Begegnung der Werfer, Stoßer und Hochspringer gegeben, die nun um den gesamten Bereich Sprung erweitert wurde. Als Gegner trat am 18./19. Juni in Helsinki eine Mannschaft aus Finnland an. Der Ausgang war knapp, aber am Ende steckten die bundesdeutschen Athleten mit 40,5 zu 47,5 Punkten ihre dritte Saisonniederlage ein.

## Geher-Länderkampf der Männer gegen Belgien, Frankreich und die Schweiz
Im elften Länderkampf traten zum zweiten Mal in diesem Jahr die Geher an. Am 24. Juni trafen sich in Fürth die vier Länder Bundesrepublik Deutschland, Belgien, Frankreich und die Schweiz. In dieser Vierer-Konstellation war die Begegnung zuvor noch nicht ausgetragen worden. In den vergangenen Jahren hatte es jedoch schon sechs Mal Vergleiche mit drei Teilnehmernationen gegeben, die alle von den bundesdeutschen Vertretern gewonnen worden waren. Neu hinzu kam nun Belgien. Die Bundesrepublik siegte auch in Fürth mit 66 Punkten vor Frankreich (fünfzig Punkte). Die Schweiz kam mit 23 Punkten auf den dritten Platz und Belgien wurde mit neunzehn Punkten Vierter.

## Straßenlauf-Länderkampf der Männer gegen die Schweiz und die Niederlande
Der zwölfte Saisonvergleich wurde zwischen den Straßenläufern aus der Schweiz, der Bundesrepublik Deutschland und den Niederlanden ausgetragen. Die Begegnung fand am 24. Juni in der Schweizer Hauptstadt Bern statt und war der einzige Länderkampf im Straßenlauf in diesem Jahr. Schon zum elften Mal gab es dieses Aufeinandertreffen, zuvor hatten immer die bundesdeutschen Läufer vorne gelegen. Daran änderte sich auch in Bern nichts, die Bundesrepublik kam in der Summe auf 8:00:46,0 Stunden und lag damit knapp zehneinhalb Minuten vor den zweitplatzierten Schweizern. Weitere gut zehn Minuten dahinter folgten die Niederländer auf Rang drei.

## Geher-Länderkampf der Männer gegen Schweden
Der dreizehnte Länderkampf des Jahres führte die bundesdeutschen Männer ins schwedische Kiruna. Am 1. Juli traten dort zum dritten und letzten Mal in diesem Jahr die Geher an. Gegen das gegnerische Team aus Schweden hatte es zuvor zwölf Vergleiche der Geher gegeben. In der Zwischenbilanz stand es ausgeglichen sechs zu sechs. Die letzten vier Begegnungen hatte die Bundesrepublik Deutschland für sich entschieden. Auch in Kiruna setzten sich die bundesdeutschen Geher mit 25 zu neunzehn Punkten durch und übernahmen damit in der Bilanz zum ersten Mal die Führung.

## Leichtathletik-Länderkampf der Männer gegen die USA und Leichtathletik-Länderkampf der Männer gegen die Schweiz
Am 11./12. Juli gab es in München wieder Länderkämpfe, die gleichzeitig in getrennter Wertung gegen zwei Gegner veranstaltet wurden. Einer der beiden Kontrahenten in den Vergleichen vierzehn und fünfzehn war – zum achten Mal – die USA, die als stärkste Leichtathletiknation der Welt zu diesem Aufeinandertreffen antrat. Alle bisherigen Vergleiche hatten die US-Amerikaner für sich entschieden. Das zweite Gegnerteam kam aus der Schweiz. Ohne Zählung der Geher-, Straßenlauf- und Zehnkampf-Begegnungen sowie Vergleichen mit mehr als zwei beteiligten Ländern war dies der dreißigste Wettkampf in einem Zweiländerkampf mit den Schweizern. In fast all diesen traditionellen Treffen der beiden Nationen hatte Deutschland gesiegt, nur 1955 hatte die Schweiz vorne gelegen, als die Bundesrepublik gleichzeitig noch zwei weitere Vergleiche mit den Niederlanden und mit Dänemark durchgeführt und damit drei verschiedene Teams zu stellen hatte. Die Ausgänge der beiden Länderkämpfe setzten die bisherigen Tendenzen fort. Gegen die USA mussten die bundesdeutschen Leichtathleten mit 101 zu 122 Punkten eine weitere Niederlage hinnehmen. Es war die fünfte und letzte in dieser Saison. Gegen die Schweiz verbuchte die Bundesrepublik Deutschland einen weiteren Sieg, der mit 275 zu 133 Punkten genauso deutlich ausfiel wie im letzten Aufeinandertreffen im Vorjahr. Auch die Frauen führten gemeinsam mit den Männern in getrennter Wertung einen Wettkampf mit den US-Amerikanerinnen und Schweizerinnen durch.

## Leichtathletik-Länderkampf der Frauen gegen die USA und Leichtathletik-Länderkampf der Frauen gegen die Schweiz
Die Länderkämpfe sechzehn und siebzehn trugen die bundesdeutschen Frauen aus, die wie ihre männlichen Kollegen am 11./12. Juli in München gegen die USA und die Schweiz antraten. Die Bilanz der fünf vorangegangenen Begegnungen gegen die USA lautete vier zu eins für die Bundesrepublik. Auch gegen die Schweiz war es das sechste Aufeinandertreffen, in den fünf vorherigen Vergleichen hatte ausnahmslos Deutschland vorne gelegen. Auch hier bestätigten sich beide Tendenzen. Mit 85 zu fünfzig Punkten besiegten die bundesdeutschen Leichtathletinnen die USA und mit 188 zu 88 Punkten gab es einen überlegenen Sieg über die Schweiz.

## Leichtathletik-Länderkampf der Männer gegen Belgien und die Niederlande
Auch im achtzehnten Vergleich stand wieder ein Länderkampf gegen zwei Gegner an. Doch im Gegensatz zur vorangegangenen Veranstaltung wurde dieser Länderkampf der Männer gegen die Niederlande und Belgien in einer gemeinsamen Dreierwertung gestaltet. Nach der Begegnung im Vorjahr trafen sich die drei Länder zum zweiten Mal in dieser Konstellation. 1972 hatte die Bundesrepublik vor Belgien und den Niederlanden gewonnen. Auch in Zweiervergleichen gegen diese Gegner hatte die Bundesrepublik Deutschland immer die Oberhand behalten. In diesem Jahr fand das Ereignis am 28. Juli im niederländischen Kerkrade statt. Deutschland sammelte 187,5 Punkte und lag damit deutlich vor Belgien (137,0 Punkte) und den Niederlanden (96,5 Punkte). Damit gab es dieselbe Ergebnisreihenfolge wie im Vorjahr.

## Leichtathletik-Länderkampf der Männer gegen Frankreich
Im neunzehnten Vergleich trafen die bundesdeutschen Männer am 18. August in Kassel zum 23. Mal auf Frankreich. Das bundesdeutsche Team hatte 23 Siege in diesen Begegnungen erzielt. In Kassel entschied die Bundesrepublik Deutschland den Länderkampf erneut für sich, diesmal mit 226 zu 182 Punkten.

## Leichtathletik-Länderkampf der Männer gegen Dänemark
Den Länderkampf Nummer zwanzig trugen die bundesdeutschen Männer am 1. September in Lübeck gegen Dänemark aus. Zum siebten Mal stand dieser Vergleich auf dem Programm, der letzte lag allerdings bereits siebzehn Jahre zurück. Die vorangegangenen Begegnungen hatte Deutschland alle für sich entschieden. Hier in Lübeck gab es mit 285 zu 147 Punkten einen erneuten klaren Sieg für die bundesdeutsche Mannschaft.
Der Länderkampf der Männer gegen Dänemark fand nur eine Woche vor dem Männerfinale des Leichtathletik-Europacups statt. Deshalb kamen in Lübeck nur Athleten zum Einsatz, die nicht für die Teilnahme am Europacup vorgesehen waren.

## Zehnkampf-Länderkampf der Männer gegen Rumänien
Der 21. und letzte Ländervergleich des Jahres 1973 war ein Länderkampf der Zehnkämpfer. Der einzige Länderkampf der laufenden Saison nach dem Europacupfinale wurde am 22./23. September in Trostberg gegen Rumänien ausgetragen. In einer Zweierkonstellation hatte es diese Begegnung einmal zuvor gegeben. 1970 hatte die Bundesrepublik den Wettkampf gewonnen. Darüber hinaus hatten zwei weitere Aufeinandertreffen stattgefunden, in denen Polen als drittes Zehnkampfteam dabei gewesen war. In diesen beiden Länderkämpfen hatte die Bundesrepublik einmal vorne gelegen und zuletzt im Vorjahr, als die Mannschaft mit einem B-Team angetreten war, Rang drei belegt. In Trostberg setzten sich die bundesdeutschen Athleten wieder durch und besiegten Rumänien mit 22.405 zu 21.455 Punkten.